# Bourse des valeurs de Turin
La  Bourse des valeurs de Turin est une Bourse des valeurs  fondée en 1851 par Cavour, sous la forme d'un marché  régional d'actions et d'obligations, situé à Turin, dans la province du Piemont en Italie.

## Histoire

### Les débuts en 1850
La Bourse de Turin a été fondée par la loi du 26 novembre 1850, et a commencé à travailler le 14 juillet 1851, afin de contribuer à la diffusion cruciale de l'esprit d'entreprise. Elle a été voulue par Camillo Cavour, homme d'État piémontais, important partisan et acteur de l'unité italienne, malgré les critiques de beaucoup de ceux qui craignaient les excès de l'esprit spéculatif.
Elle met à la cotation, dès ses débuts, l'action de la « Compagnia di Illuminazione a Gaz per la Città di Torino », l'entreprise qui en 1856 fusionne avec la Società Anonima Piemontese par l'Illuminazione Gaz Di Torino, créant Gaz Luce Di Torino Società, chargée de développer le réseau de distribution à gaz, de faire des améliorations à ses systèmes et de créer de nouveaux centres de stockage. Parmi les autres premières sociétés cotées, Ansaldo, société industrielle italienne, créée à Sampierdarena à côté de Gênes, lors du rachat des établissements Meccanico en 1853, qui sera la première capitalisation du Royaume du Piedmont.

### La "Car mania" du début duXXesiècle

#### La bulle spéculative
En juillet 1899, Fiat se dote d'un capital de 0,8 million de lires
. Giovanni Agnelli n'a que 150 actions pour une valeur totale de 30000 lires. En 1903, l'action est introduite à la Bourse des valeurs de Turin et monte immédiatement de 25 lires à 425 lires. Adolphe Clément-Bayard s'implante à Turin en 1904 et Alexandre Darracq à Milan en 1906, dans un établissement qui sera racheté par des Italiens en 1909 devenir Alfa-Romeo.
En 1905, l'espoir de dividendes significatifs chez Fiat encourage la spéculation et en mars 1906 l'action atteint 2450 lires.  Fiat vient d'annoncer un profit de plus de 2 millions de lires pour 1905, assorti d'un dividende de 50 lires, soit deux fois son cours d'entrée en Bourse de 1925.
Fondé en novembre 1895, le magazine américain The Horseless Age, qui veut couvrir la transition technologique mondiale permise par l'automobile, décrit aussi l'action de la société Züst SpA du constructeur Roberto Züst, d'origine suisse, qui avait ouvert en 1905 une seconde usine à Milan pour des véhicules commerciaux et en 1906, une filiale à Brescia, appelée Brixia-Züst, pour la fabrication de voitures plus économiques que celles de la maison mère. Son action grimpe de 560 à 760 lires au cours de la seule journée du 27 mars 1906, puis s'envole à 1175 lires quatre jours plus tard.
L'action d'Isotta Fraschini, constructeur automobile italien de luxe, créée à Milan le 27 janvier 1900 par Cesare Isotta et les frères Vincenzo, Oreste et Antonio Fraschini, grimpe à 520 lires et  Fiat atteint 756 lires. La période de mars 1906 fut ainsi en Italie celle des plus grandes spéculations sur les voitures à moteur, particulièrement sur la Bourse de Turin , mais également à Milan et Gênes, car les courtiers offrent les actions sur chaque place. Très inquiètes de ces spéculations, la Bourse des valeurs de Milan interdit les transactions à crédit pour tous ces membres sur toutes les actions le 29 mars 1906. Mais d'autres actions automobiles font leur apparition, le même jour, sur la Bourse des valeurs de Turin.
L'action Fiat connait un nouvel envol à nouveau à l'été 1906. Les espoirs sont à moitié récompensés : Fiat produit 1149 voitures en 1906. En 1906, les effectifs de Fiat s'élèvent à 1500 salariés et elle achète la société Ansaldi.

#### Les difficultés
Dans les mois qui précèdent la crise d'octobre 1907 à Turin, l'automobile est affectée par un boom des cours des matières premières, notamment le cuivre, qui fait monter les coûts de production plus vite que les ventes. Les investisseurs découvrent une crise de surproduction: la clientèle de luxe est saturée et les constructeurs doivent s'atteler au problème des véhicules populaires et des poids lourds. L'Italie a une trentaine de constructeurs automobiles à cette époque et quasiment tous sont de spécialistes du haut de gamme, souvent exporté, qui fait le bonheur du 3e salon de Turin, du 3 au 18 février 1906, marqué par le lancement de l'Aquila Italiana Cappa. Les 2500 salariés de Fiat exportent alors les deux tiers de leur production. En mars 1906, une grève dans la région de Turin sur le premier accord prévoyant que les ouvriers peuvent élire cinq représentants par usine.
En 1907 apparaît une mévente à l'exportation. Le propriétaire de l'entreprise mécanique « Savigliano », Moreno, refuse d'appliquer les accords passés à Turin entre ouvriers et patrons de l'industrie automobile, car il a des stocks. Ses 1 800 ouvriers se mettent en grève, de mai à juillet 1907, appuyés à partir de juillet par les 800 ouvriers de l'établissement de Moreno à Turin à la suite d'un référendum interne. La Ligue industrielle, créé en septembre 1906, dirigée par le franco italien Luigi Craponne, et présidée par Giuseppe Mazzini industriel ayant travaillé pour Fiat, membre du PNF et sénateur, veut "donner une leçon aux grévistes" et déclenche en représailles son premier lock-out de 48 heures les 1, 5 et 16 octobre 1907.
Parallèlement, la Panique bancaire américaine de 1907 éclata à la mi-octobre 1907 après une tentative ratée de corner sur les actions de la compagnie United Copper. Les banques qui avaient prêté de l'argent pour réaliser le corner furent victimes de retraits massifs, qui se propagèrent aux établissements affiliés, causant en l'espace d'une semaine la chute de la société fiduciaire Knickerbocker Trust Company, troisième établissement en importance de ce genre à New York. Cette chute causa une vague de paniques parmi les établissements financiers de la ville lorsque les banques régionales commencèrent à retirer des fonds de New York. La crise a en fait été précédée par une baisse très importante des actions des sociétés produisant des métaux, celle du géant de l'acier US Steel ayant par exemple perdu la moitié de sa valeur dès le 12 octobre 1907, deux jours avant le corner sur United Copper:
| Actions                   | US Steel   | Union Pacific | General Electric |
| Plus haut de janvier 1907 | 50 dollars | 183 dollars   | 163 dollars      |
| 12 octobre 1907           | 23 dollars | 118 dollars   | 113 dollars      |
| 25 octobre 1907           | 23 dollars | 104 dollars   | 101 dollars      |

Fin 1907, l'action Fiat s'effondre ensuite à seulement 17 lires, ruinant des milliers d'actionnaires, parmi lesquels la famille de l'un des fondateurs, Emanuele Cacherano di Bricherasio, qui avait été l'un des premiers représentants de la noblesse italienne à comprendre le potentiel de l'industrie mécanique, surnommé le «compte rouge» pour ses idées progressistes et modérées, qui avait trouvé la mort mystérieusement le 4 octobre 1904. La chute du cours sera expliquée par les méventes sur le marché américain, selon le principal créancier, la Banque de Turin. 
Cours de l'action Fiat à Turin: 
| Mois  | janvier | mai | août | octobre | avril 1908 | mai 1908 |
| Cours | 505     | 410 | 200  | 80      | 40         | 34,5     |

Un rapport du Parlement britannique s'intéresse au phénomène, pour constater que "l'opinion publique a changé son regard sur l'investissement dans les actions automobiles", qui compennent "de nombreux petits constructeurs, à côté des noms bien connus comme Fiat, Itala, et Diatto—Clement". En 1905, Vittorio et Pietro Diatto, patrons du constructeur le plus ancien du monde et précurseur de l'automobile, vendaient des voitures Clement-Bayard sous licence et avaient persuadé Adolphe Clément-Bayard de devenir président d'une filiale dotée d'un capital de 1,5 million de lires. 
L'action de Isotta Fraschini, constructeur  italien historique, reconnu pour ses productions de luxe, s'effondre aussi. La première entreprise de Milan, n'est sauvée que par l'intervention de la société française Lorraine-Dietrich qui lui avance des sommes considérables et en prend le contrôle en 1907, jusqu'en 1911. 
Aux États-Unis, William C. Durant, qui a pris les commandes de Buick en 1904, a fait monter la production annuelle de 37 à 8 000 automobiles en 3 ans. Le Modèle D, première Buick à quatre cylindres, est produit par l'usine ouverte en 1906 à Flint à 4641 exemplaires un an après l'inauguration. Buick vend aussi des moteurs à la McLaughlin Motor Car canadienne, avec qui elle a pris une participation croisée, par l'échange d'un demi-million d'actions, et profite du réseau national de Dort, société familiale alliée à Durant, qui vend près de 100.000 calèches en bois par an.
Le 15 mai 1908, Durant commence à négocier avec Henry Ford, Benjamin Briscoe, fondateur de Maxwell Motor, 3785 voitures produites en 1907 avec pour la première fois des 4 cylindres, qui vient d'ouvrir la plus grande usine du monde, à New Castle (Indiana) et Ransom Eli Olds, fondateur de REO Motor (3967 produites  voitures en 1907, qui figurait parmi les quatre constructeurs automobiles les plus importants des États-Unis). Il s'agit de racheter une vingtaine de marques pour créer un géant mondial. Le banquier John Pierpont Morgan, qui vient de sauver Wall Street de la Panique bancaire américaine de 1907 est cependant réticent, car il faut six millions de dollars.
D'abord intéressé, Henry Ford décline, car il prépare le lancement de sa Ford T. Le 31 juillet 1908, le New York Times dévoile ces négociations, estimant qu'une fusion Buick-Maxwell Motor suffirait à créer un leader mondial, mais ces fuites indisposent JP Morgan, qui refuse de soutenir l'opération. 
Du coup, General Motors est capitalisé par Durant le 16 septembre 1908 sous forme de holding. Son gendre, le Dr Campbell, fils d'un grand négociant en céréales, se charge de placer en Bourse de Chicago pour un million de dollars d'actions "Chicago Buick". La société achète Oldsmobile peu après, puis en 1909 Cadillac, Cartercar, Elmore, Ewing, Oakland (futur Pontiac), Reliance Motor Truck Company d'Owosso, dans le Michigan, et la Rapid Motor Vehicle Company, de Pontiac, Michigan  et une dizaine d'autres marques, s'endettant pour près de 1 million de dollars pour réaliser ces acquisitions, ce qui va freiner l'expansion du nouveau groupe, appelé GM, face à Ford.

#### Le sauvetage de Fiat et le procès contre ses dirigeants
Une association de banques, menées par Banca Commerciale vient au secours de Fiat et décide d'annuler les actions existantes, puis d'approuver une nouvelle émission d'actions, à 65,85 lires contre un cours de 34,19 lires. Le constructeur avait avant la crise un capital de 8 millions de lires (2 millions de dollars). L'opération a rendu le contrôle de l'entreprise à Giovanni Agnelli. Les comptes de 1907 révèlent une perte de 5,92 millions de lires et la disparition du dividende. 
Un scandale boursier éclate à l'été 1908. Le président de Fiat, Lodovico Scarfiotti, et l'administrateur délégué, Giovanni Agnelli, sont poursuivis par des milliers de petits porteurs. Le procureur de Turin lance une enquête pour "manipulation de cours" et "falsification de bilans", qui ne s'achèvera que le 16 juillet 1913, par l'acquittement de Giovanni Agnelli et Scarfiotti lors d'une décision de la Cour d'appel, qui statue sur "l'inexistence de fait" tout en déplorant que les dirigeants se soient "laissés aller à un trafic démesuré sur les titres Fiat sans scrupules et sans retenue". Entre 1915 et 1918, Fiat  décuple ses effectifs et passe du trentième au 3e rang des entreprises italiennes, derrière Ansaldo et Ilva. Fiat produit alors 96% des voitures et 80% des moteurs d'avion de l'Italie.
Mais l'industrie turinoise souffre dans un premier temps. Les importations de voitures fabriquées à Turin aux États-Unis sont divisées par six en seulement cinq ans: elles représentent 0,674 million de dollars en 1909 puis 0,295 million de dollars en 1910 et seulement 0,186 million de dollars en 1911 et 0,114 million de dollars en 1913, les années de la montée en puissance de Ford et General Motors.
Battus à l'exportation, les constructeurs ont du mal à profiter d'un marché automobile italien resté d'abord sous-développé : 17000 immatriculations seulement en 1913, huit fois moins que la France et 12 fois moins que l'Angleterre.
Les marchés automobiles en 1913:
| Pays             | États-Unis   | Angleterre   | France        | Allemagne | Canada | Italie |
| Immatriculations | 1,25 million | 0,25 million | 0,125 million | 70615     | 50600  | 17000  |

La dépression postérieure à la crise de 1907 est courte puisque dès 1909 le capital reflue vers les industries métallurgique, électrique, et automobile, en Europe et aux États-Unis. En France, la crise ne provoqua qu'une diminution temporaire du nombre des petits constructeurs, qui recommença à croître à partir de 1910. À partir de 1908, Henry Ford produit son modèle célèbre, la Ford T : de 1909 à 1914, la Ford T passe de 950 à 490 dollars, au moment du développement, à partir de 1908 surtout, d'industries nationales de l'automobile en Grande-Bretagne et en Allemagne. Les ventes de l'industrie automobile allemande décollent à partir de 1909.
Chiffre d'affaires de l'industrie automobile allemande, de 1901 à 1911:
| Années                                    | 1901 | 1903 | 1906  | 1907 | 1908 | 1909 | 1910  | 1911 |
| Chiffre d'affaires en millions de dollars | 1,35 | 3,35 | 12,14 | 13,6 | 12,6 | 17,4 | 26,06 | 37,4 |

La phase d'essor sera écourtée en Allemagne par de graves incidents diplomatiques comme la crise d'Agadir en 1911 et les Guerres balkaniques de 1912-1913. Le bâtiment est accablé par l'effondrement des émissions de titres hypothécaires, chutant de 515 millions de marks à 44 millions de marks, tandis que les émissions des sociétés industrielles baissent de 1912 à 1913, de 694 à 367 millions de marks à la Bourse de Berlin, quasiment divisées par deux. Malgré une bonne résistance des emprunts d'État, qui représentent 800 millions de marks soit le tiers du total, et des banques, le marché subit une baisse des valeurs de secteurs en difficulté. Selon l'historien F. Bonelli, la Bourse italienne reste de son côté un petit marché après la crise, mais de nombreux constructeurs automobiles sont encore cotés à Turin en 1913:
- Fiat
- Spa
- Seat
- Lancia
- Diatto
- Aquila Italiana
- Rapid
- Clement

### La bulle des années 1980 et la dispersion des marchés italiens
Entre le début 1985 et le printemps 1986, l'indice italien est multiplié par 4,5 avant de retomber et de ne plus retrouver ces niveaux avant les années 2000. Entre-temps, la loi du 4 juin 1985, après plus de dix années d'hésitations et de paralysie, renforça le rôle de la Consob dans la régulation du marché boursier: elle obtient la «personnalité de droit public» et la pleine autonomie du gouvernement en tant qu'autorité indépendante[réf. nécessaire]. Les trois-quarts de la capitalisation sont cependant représentés par cinq groupes familiaux, les 23 sociétés de la Famille Agnelli, basée à Turin, pesant à elles seules 20% de la capitalisation des toutes les Bourses italiennes. Jusqu'en 1997, le système boursier italien a fonctionné aussi avec d'autres bourses plus petites, à Trieste, Florence, Venise, Turin, Rome, Palerme, Gênes, Bologne, et Naples. En 1997, toutes les bourses italiennes sont réunies en un organisme unique, la Bourse d'Italie.